# 방식 장치
문학과 쓰기에서 방식 요소 (方式要素)는 문자 또는 서면으로 보조 의미와 개념, 또는 느낌을 줄 수 있는 다양한 기법 중 하나를 사용한다.

## 같이 보기
- 수사 장치